# Eva Mannschott
Eva Mannschott (* 1962 in Bergisch Gladbach) ist eine deutsche Theater- und Filmschauspielerin.

## Werdegang
Eva Mannschott absolvierte ein privates Schauspielstudium in Berlin und legte 1988 die Bühnenreifeprüfung ab. Danach wurde sie als Theater-Schauspielerin aktiv, es kamen auch kleine Filmrollen, so 1997 als Bankangestellte in Knockin’ on Heaven’s Door.
Mannschott spielt in der Serie Löwenzahn seit 2006 die Schwester Suse von Fritz Fuchs. 2015 spielte sie die Kosmetikerin „Sylvia Dressler“ in der Sat1-Vorabendserie Mila.

## Filmografie (Auswahl)
- 1992: Die Tigerin
- 1997: Knockin’ on Heaven’s Door
- 1997–1998: Wie bitte?! (Fernsehsendung, ? Folgen)
- 2003: Der zehnte Sommer
- 2004: Typisch Sophie (Fernsehserie, Staffel 2)
- 2006: Neandertal
- seit 2006: Löwenzahn (Fernsehsendung, 42 Folgen)
- 2007: Leroy
- 2008: Sommer
- 2011: Tatort: Im Netz der Lügen
- 2011: Tatort: Tod einer Lehrerin
- 2011: Notruf Hafenkante (Fernsehserie, eine Folge)
- 2012: Inga Lindström: Der Tag am See
- 2015: Mila (Fernsehserie, 58 Folgen)
- 2019: Helen Dorn – Nach dem Sturm
- 2021: Die Füchsin: Romeo muss sterben